# Molophilus (Molophilus) sherpa
Molophilus (Molophilus) sherpa is een tweevleugelige uit de familie steltmuggen (Limoniidae). De soort komt voor in het Oriëntaals gebied.